# スカーレット (河合奈保子のアルバム)
『Scarlet』（スカーレット）は、河合奈保子の13作目のオリジナル・アルバム。1986年10月21日に日本コロムビアよりリリースされた。規格品番はLP: AF-7429、CD: 33CA-1126。

## 背景
本作の発売後に26枚目のシングルとしてリカットされる「ハーフムーン・セレナーデ」を含む全10曲が収録されている。初めて河合奈保子自身が全曲の作曲を手掛けたアルバムであり、売野雅勇がプロデュースを担当し、作詞は当時まだ活動を始めて間もなかった吉元由美が手掛けている。売野は各収録曲の主人公となる女性の人物設定とイメージ・プロフィールを用意しており、それに伴うショートストーリーがライナーノーツに記載されている。アルバム制作の流れとしては、売野がアルバム全体のイメージと曲のテーマを決め、それに沿って河合が作曲し、その後吉元が詞をつけていくというものだった。本作は発売日を敢えて設定せず、河合からメロディーが自然に生まれてくるまでスタッフ皆で待つという制作方法が採られ、完成までに1年以上を費やしたという。ジャケットとライナーノーツの表紙には、″MY SONG ONE″ というアルバムのサブタイトルが記載されており、各収録曲にも英語のサブタイトルが付けられている。
帯コピーは ″ソングライター河合奈保子の第一回作品。これは奈保子の記念すべきアーティスト・マニフェストだ! あなたに聴いて欲しい。″
ノルウェーとアムステルダムで撮影が行われた同タイトルの写真集『スカーレット』は、本作と同時に発売された。
2020年1月29日には、インスト曲「やさしさの岸辺」「夜明けのエチュード」や、リミックス・アルバム『Timeless〜Naoko special mix〜』に収録された「緋の少女」、「ロードサイド・ダイナー」それぞれのExtended Re-Mixをボーナス・トラックとして追加収録したSACDハイブリッド盤がタワーレコード限定で発売された。

## 収録曲

### LP / CT
| 全作詞: 吉元由美、全作曲: 河合奈保子、全編曲: 瀬尾一三。 |                                                      |          |            |      |
| #                                                        | タイトル                                             | 作詞     | 作曲・編曲 | 時間 |
| 1.                                                       | 「スウィート・ロンリネス Sweet Loneliness」          | 吉元由美 | 河合奈保子 | 3:31 |
| 2.                                                       | 「雨のプールサイド Rain of Tears」                   | 吉元由美 | 河合奈保子 | 4:34 |
| 3.                                                       | 「ロードサイド・ダイナー First Day on Highway Map」  | 吉元由美 | 河合奈保子 | 3:39 |
| 4.                                                       | 「ヘミングウェイのダンスホール Christmas Memories」  | 吉元由美 | 河合奈保子 | 3:40 |
| 5.                                                       | 「想い出のコニーズ・アイランド Do You Remember Me?」 | 吉元由美 | 河合奈保子 | 5:06 |

| 全作詞: 吉元由美、全作曲: 河合奈保子、全編曲: 瀬尾一三。 |                                                    |          |            |      |
| #                                                        | タイトル                                           | 作詞     | 作曲・編曲 | 時間 |
| 1.                                                       | 「夢みるコーラス・ガール The Days for Dream」      | 吉元由美 | 河合奈保子 | 3:55 |
| 2.                                                       | 「緋の少女 Scarlet」                               | 吉元由美 | 河合奈保子 | 4:04 |
| 3.                                                       | 「ムーンライト急行 Moonlight Express」             | 吉元由美 | 河合奈保子 | 4:41 |
| 4.                                                       | 「クラブ・ティーンネイジ Song for Summer」         | 吉元由美 | 河合奈保子 | 5:15 |
| 5.                                                       | 「ハーフムーン・セレナーデ Grass Harp Pianissimo」 | 吉元由美 | 河合奈保子 | 5:32 |

### CD
| 全作詞: 吉元由美、全作曲: 河合奈保子、全編曲: 瀬尾一三。 |                                                      |          |            |      |
| #                                                        | タイトル                                             | 作詞     | 作曲・編曲 | 時間 |
| 1.                                                       | 「スウィート・ロンリネス Sweet Loneliness」          | 吉元由美 | 河合奈保子 | 3:31 |
| 2.                                                       | 「雨のプールサイド Rain of Tears」                   | 吉元由美 | 河合奈保子 | 4:34 |
| 3.                                                       | 「ロードサイド・ダイナー First Day on Highway Map」  | 吉元由美 | 河合奈保子 | 3:39 |
| 4.                                                       | 「ヘミングウェイのダンスホール Christmas Memories」  | 吉元由美 | 河合奈保子 | 3:40 |
| 5.                                                       | 「想い出のコニーズ・アイランド Do You Remember Me?」 | 吉元由美 | 河合奈保子 | 5:06 |
| 6.                                                       | 「夢みるコーラス・ガール The Days for Dream」        | 吉元由美 | 河合奈保子 | 3:55 |
| 7.                                                       | 「緋の少女 Scarlet」                                 | 吉元由美 | 河合奈保子 | 4:04 |
| 8.                                                       | 「ムーンライト急行 Moonlight Express」               | 吉元由美 | 河合奈保子 | 4:41 |
| 9.                                                       | 「クラブ・ティーンネイジ Song for Summer」           | 吉元由美 | 河合奈保子 | 5:15 |
| 10.                                                      | 「ハーフムーン・セレナーデ Grass Harp Pianissimo」   | 吉元由美 | 河合奈保子 | 5:32 |

| 全作詞: 吉元由美（#11, 12を除く）、全作曲: 河合奈保子、全編曲: 瀬尾一三。 |                                             |                           |            |      |
| #                                                                         | タイトル                                    | 作詞                      | 作曲・編曲 | 時間 |
| 11.                                                                       | 「やさしさの岸辺」(Inst)                    | 吉元由美（#11, 12を除く） | 河合奈保子 | 2:17 |
| 12.                                                                       | 「夜明けのエチュード」(Inst)                | 吉元由美（#11, 12を除く） | 河合奈保子 | 3:27 |
| 13.                                                                       | 「緋の少女」(Extended Re-mix)               | 吉元由美（#11, 12を除く） | 河合奈保子 | 5:03 |
| 14.                                                                       | 「ロードサイド・ダイナー」(Extended Re-mix) | 吉元由美（#11, 12を除く） | 河合奈保子 | 5:00 |
| 合計時間:                                                                 | 合計時間:                                   | 59:51                     |            |      |

## 参加ミュージシャン
- 梅原篤：シンセサイザー・プログラミング
- 浦田恵司：シンセサイザー・プログラミング
- 迫田到：シンセサイザー・プログラミング
- 中西康晴：キーボード
- 国吉良一：キーボード
- 倉田信雄：キーボード
- 島村英二：ドラム
- 富倉安生：ベース
- 松原正樹：ギター
- Jake H.Concepcion：サックス
- 砂原俊三：サックス
- 加藤高志弦楽グループ：ストリングス
- 斉藤ノヴ：パーカッション
- 伊集加代子：コーラス
- EVE：コーラス
- 木戸やすひろ：コーラス
- 比山貴詠史：コーラス

## 参考資料
- 『NAOKO PREMIUM』（ボックスセット〔解説:土屋信太郎〕）河合奈保子、日本コロムビア、2007年12月19日。COCP-34705。